# Helcostizus maculatus
Helcostizus maculatus là một loài tò vò trong họ Ichneumonidae.